# سمفونی شماره ۱ (بتهوون)
سمفونی شماره ۱ در دو ماژور، اپوس ۲۱، اولین سمفونی لودویگ فان بتهوون است که نخستین بار در ۲ آوریل ۱۸۰۰ در وین اجرا شد و پارتیتور آن در سال ۱۸۰۱ در لایپزیک منتشر شد.  دقیقاً مشخص نیست که بتهوون نوشتن این اثر را به چه صورتی به پایان رسانده، اما طرح‌های فینال از سال ۱۷۹۵ نمایان شده‌است. سمفونی از چهار موومان تشکیل شده و سبک بتهوون تابع گذشتگانِ خود است، اما در آن زمان دارای ابتکارات قابل توجه‌ای بود که به گفتۀ مفسران «وداع شایسته‌ای با موسیقی قرن هجدهم است». سمفونی به بارون گاتفریت فان سویتن حامی اولیهٔ آهنگساز اهدا شده‌ است.

## تاریخچه
سمفونی شماره یک نخستین بار در ۲ آوریل ۱۸۰۰ در وین اجرا شد.
بتهوون در این سمفونی به وضوح پیرو سبک پیشینیان خود مانند معلمش هایدن و همچنین موتسارت است اما با این حال دارای ویژگی‌های منحصر به فردِ آثار بتهوون است، به‌خصوص استفادۀ مکرر از اسفورزاندو، تغییر ناگهانی در مرکز تنال (به‌خصوص در موومان سوم) و کاربرد برجسته و مستقل در سازهای بادی که در فرم سنتی کلاسیک معمول نبود. طرح‌هایی نیز برای قسمت فینال در میان تمریناتِ بتهوون هنگام مطالعهٔ کتاب کنترپوان، که در بهار سال ۱۷۹۷ توسط یوهان آلبرشتس‌برگر نوشته شده‌ است، یافت می‌شود.
بتهوون در ابتدا قصد داشت سمفونی را به شاهزاده ماکسیمیلیان فرانتس که توسط ارتش انقلابی فرانسه از بن اخراج شده بود و در آن زمان در کاخ «شلوس هتزندورف»، درست خارج از وین، اقامت داشت، تقدیم کند و این تقدیم ممکن است به‌عنوان یک پیشکش صلح در نظر گرفته شده باشد. با این حال، ماکسیمیلیان فرانتس در ۲۶ ژوئیه ۱۸۰۱ درگذشت و متعاقباً به بارون گاتفریت فان سویتن اهدا شد.
اجرای اولیه در تاریخ ۲ آوریل ۱۸۰۰ در سالن بورگ‌تئاتر وین بود. بیشتر منابع اشاره می‌کنند که برنامهٔ کنسرت همچنین شامل سپتت (بتهوون) و یک سمفونی از موتسارت بوده‌است، اما اختلاف نظر وجود دارد که آیا بقیهٔ برنامه شامل گزیده‌هایی از اوراتوریو هایدن است، «آفرینش» یا «فصل‌ها» بوده یا اینکه «کنسرتو پیانو شماره ۱» یا شماره ۲ بتهوون گنجانده شده است. این کنسرت به‌طور مؤثری اعلام استعداد بتهوون برای خدمت به وین بود. پارتیتور این قطعه در سال ۱۸۰۱ توسط انتشارات «هافمیستر و کوهلن» در لایپزیک منتشر شد. دقیقاً مشخص نیست که بتهوون نوشتن این اثر را به چه صورتی به پایان رسانده، اما طرح‌های فینال از سال ۱۷۹۵ نمایان شد.
در این سمفونی که بتهوون تابع گذشتگانِ خود است، عظمت و شکوهِ دیگر سمفونی‌هایش مانند: سوم، پنجم و نهم را ندارد و به قول واگنر، «بتهوونی نیست»، اما در آن زمان این سمفونی دارای ابتکارات قابل توجه‌ای بود که به گفتۀ دونالد فرانسیس تووی: «این سمفونی وداع شایسته‌ای با موسیقی قرن هجدهم است».

## ساختار

### سازبندی
سازهای این سمفونی عبارتند از:
سازهای بادی چوبی :
۲ فلوت
۲ ابوا
۲ کلارینت در «دو»
۲ فاگوت
سازهای بادی برنجی:
۲ هورن (کُر) در «دو» و «فا»
۲ ترومپت در «دو»
سازهای کوبه‌ای:
۲ تیمپانی در «دو» و «سُل»
سازهای زهی:
ویولن (۱ و ۲)
ویولا
ویولنسل
کنترباس
بخش‌های کلارینت معمولاً در «سی بمل» اجرا می‌شود (ر.ک. ساز انتقالی)، زیرا کلارینت‌های «دو» و «ر» به‌طور گسترده مورد استفاده قرار نمی‌گیرند. با این حال، اختلاف نظر وجود دارد که آیا به جای آن باید با کلارینت‌های «می بمل» اجرا شوند. تمبر کلارینت «می بمل» بسیار نزدیک به کلارینت‌های «دو» و «ر» هستند و از کلارینت‌ «سی بمل» گرم‌تر است. فلوت دوم نیز در موومان دوم استفاده نمی‌شود.

### موومان‌ها
سمفونی دارای چهار موومان است:
I. آداجیو مولتو - آلگرو کُن بِریو در دو ماژور، (4
4) - (2
2)
II. آندانته در فا ماژور، (3
8)
III. منوئه: آلگرو مولتو ویواچه در دو ماژور، (3
4)
IV. آداجیو - آلگرو مولتو ویواچه در دو ماژور، (2
4)
یک اجرای معمولی بین ۲۲ تا ۲۹ دقیقه طول می‌کشد.

#### موومان اول
موومان اول در فرم سونات با مقدمه و تمپوی آهسته مانند سمفونی‌های هایدن و موتسارت آغاز می‌گردد و با آنکه سمفونی در دو ماژور است، از تنالیتهٔ فا ماژور شروع می‌شود و پس از لا مینور و سل ماژور، به دو ماژور می‌رسد. این نوع ترتیب در آخرین سالِ قرن هجدهم تحولی جدید و برخلاف سنتِ فرم کلاسیک قلمداد شد و مورد انتقاد موسیقیدانان آن دوره قرار گرفت. پس از مقدمه، دو تم متضاد با سرعت تند ادامه می‌یابد که «تم اول» توسط ارکستر زهی و «تم دوم» با سازهای فلوت و ابوا به صورت متناوب اجرا می‌شوند.

#### موومان دوم
این قسمت با تمپوی آهسته و توسط ویولن دوم‌ها آغاز می‌شود. ملودی «زیبا و شوخ‌طبعانۀ» این موومان مورد استقبال زیادی در آن زمان قرار گرفت.

#### موومان سوم
قسمت سوم با آنکه منوئه نام‌گذاری شده، اولین اسکرتسویی است که توسط بتهوون نوشته شده‌ است. دلیلش این بود که آن زمان هنوز نام مشخصی برای این نوع فرم وجود نداشت.

#### موومان چهارم
این قسمت شروع آهسته‌ای دارد و در ادامه، با سرعت تند و پرحجم به پایان می‌رسد.

## یادداشت
1. ↑  Carl Traugott Riedel
2. ↑  Schloss Hetzendorf
3. ↑  The Creation
4. ↑  The Seasons
5. ↑  Hoffmeister & Kühnel
6. ↑  Donald Francis Tovey